# ویسیت چایچاروئن
ویسیت چایچاروئن (انگلیسی: Visit Chaicharoen؛ زادهٔ ۱۹۳۳) بازیکن بسکتبال اهل تایلند است. وی در بازی‌های المپیک تابستانی ۱۹۵۶ شرکت کرده‌است.